# 1915
1915 (MCMXV) var ett normalår som började en fredag i den gregorianska kalendern och ett normalår som började en torsdag i den julianska kalendern.

## Händelser

### Januari
- 1 januari – Tysk ubåt sänker brittiska slagskeppet Formidable utanför Englands sydkust.[1]
- 10 januari – Livsmedelspriserna i Sverige har stigit kraftigt under det halvår världskriget varat.[2] Sådan dyrtid har Sverige förr aldrig skådat.[3]
- 13 januari – Gotlandsbåtarnas turer läggs om till dagtid på grund av risken för minor.[2]
- 15 januari – Tyska zeppelinare inleder bombräder mot Storbritannien.
- 24 januari – Tyska pansarkryssaren SMS Blücher sänks i slaget vid Doggers bankar.[1]
- 25 januari – Det första transkontinentala telefonsamtalet mellan New York och San Francisco utförs av telefonens uppfinnare Alexander Graham Bell.

### Februari
- 6 februari – Jordbrukarnas Riksförbund bildas i Sverige på årsdagen av Bondetåget.[1]
- 7 februari – Nytt slag vid Masuriska sjöarna, Ryssland kapitulerar efter två veckor.[1]
- Februari – Tyskarna (under Hindenburg) tillfogar ryssarna allvarligt nederlag i vinterslaget i Masurien. Samma månad proklamerar tyskarna en krigszon runt de brittiska öarna, som svar på de allierades handelsblockad, och inleder med sina 27 ubåtar ett ubåtskrig mot handelssjöfarten på Storbritannien.
- 8 februari
  - Filmproducenten D.W. Griffiths mästerverk Birth of a Nation (Nationens födelse) har premiär i Los Angeles. Filmen, som är ett epos över amerikanska inbördeskriget är tre timmar och sju minuter lång och anses av många som den första filmen med konstnärligt värde.
  - Kraftverket i Porjus invigs.[4]
- 11 februari – Sju personer omkommer då svenska artilleriets laboratorium exploderar på Ladugårdsgärdet i Stockholm.[5]
- 18 februari – Olympiska spelen 1916 i Berlin avlyses på grund av världskriget.[4]
- 20 februari – Tyska regeringen köper genom krigsministeriet en majoritetspost i Aftonbladet [2] och Dagen.[3]
- 22 februari – Tyskland startar det oinskränkta ubåtskriget och sänker alla fartyg inom krigszonen, även om det är handelsfartyg.[1]

### Mars
- 3 mars – D.W. Griffiths tre timmar långa film En nations födelse har biopremiär i New York.[1]
- 18 mars
  - Brittiska och franska krigsfartyg har anlänt till Dardanellerna i Osmanska riket.
  - Tyska trupper på 100 000 man kapitulerar till ryssarna när den belägrade österrikiska befästningen Przemysl faller.
- 19 mars – Brittiska och franska stridsfartyg försöker forcera sig förbi Dardanellerna men misslyckas.
- 22 mars – Tyska zeppelinare bombar järnvägsstationer och fabriker i Paris.[1]

### April
- 15 april

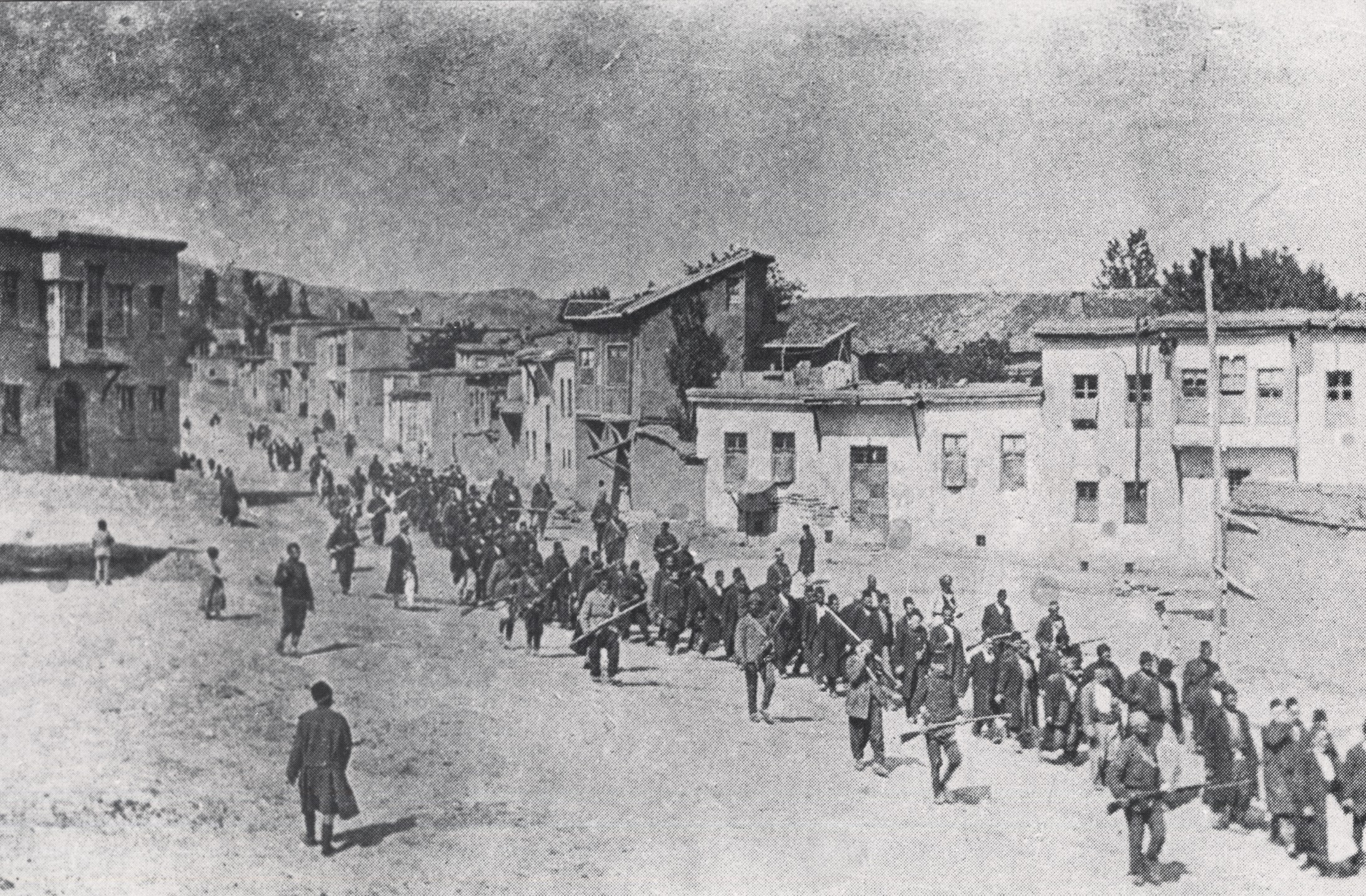
Armeniska folkmordet

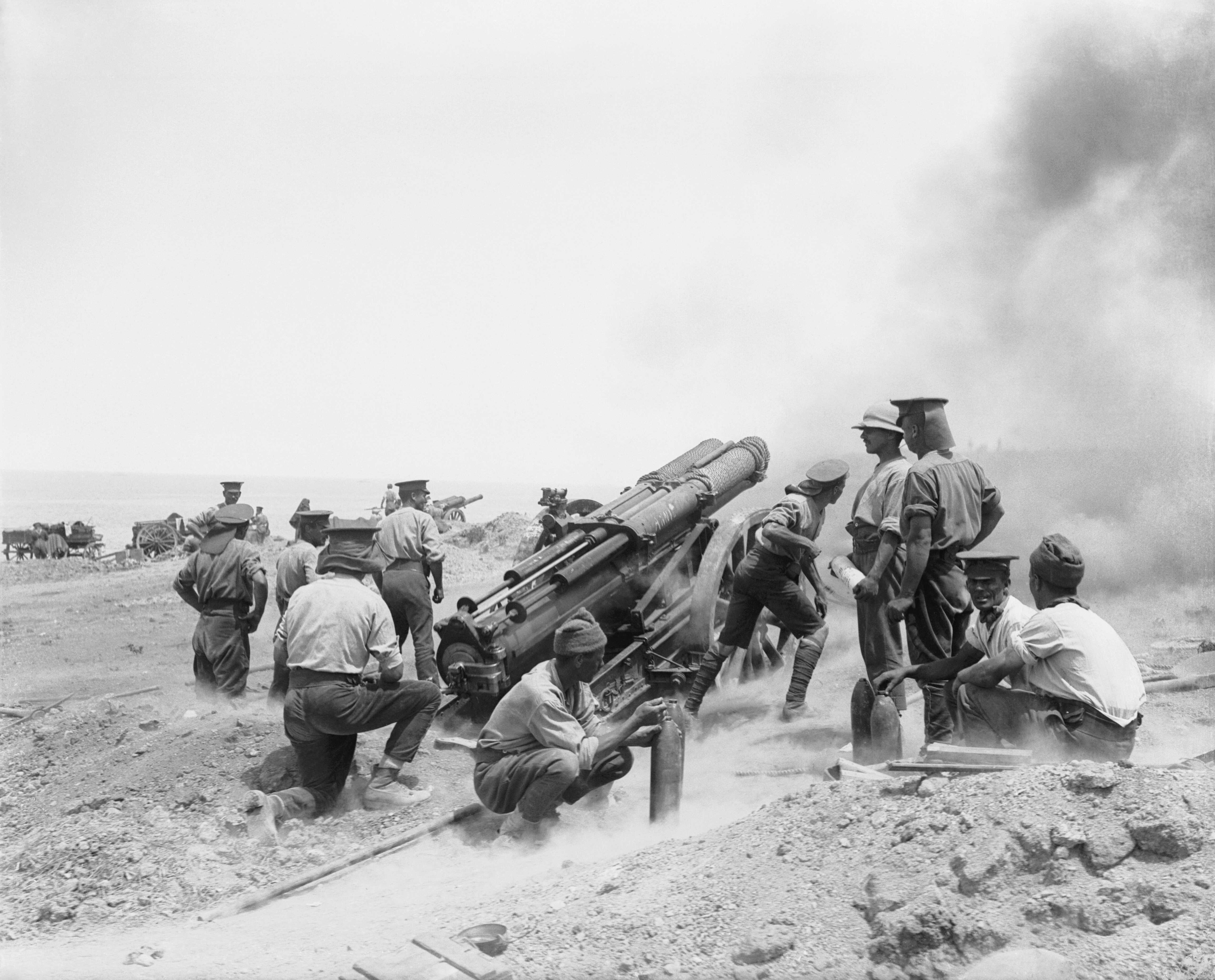
slaget vid Gallipoli

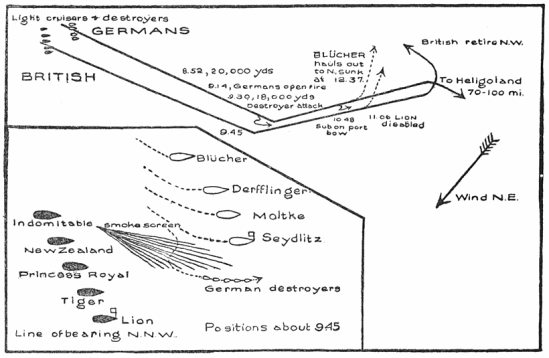
Slaget vid Doggers bankar

  - Den svenska regeringen försöker genom skärpta bestämmelser få bukt med de allt vildare spekulationerna i livsmedel och stävja den illegala exporten, främst till Tyskland.[2]
  - Jess Williard, USA slår Jack Johnson, USA på KO i 26:e ronden i Havanna och blir därmed förste vite tungviktsvärldsmästaren i boxning på fem år.[4]
- 22 april – Stridsgas används för första gången av tyskarna i slaget vid Ypres[4], vilket hejdar oförberedda allierade styrkor.
- 24 april – Turkarna inleder det armeniska folkmordet, där 1,5 miljoner armenier dödas.
- 25 april – Allierade trupper landstiger på Gallipolihalvön i Osmanska riket, men blir besegrade [1].
- 26 april – Ett hemligt avtal, det så kallade Londonavtalet, ingås mellan Italien, Storbritannien och Frankrike där Italien av västmakterna garanteras framtida landförvärv.
- 28 april – Slaget vid Gallipoli – Första slaget vid Krithia utkämpas.
- 28 april – Internationella Kvinnokongressen i Haag 1915 äger rum i Haag.
- 30 april – Läkarlarm slås om de svenska kaffesurrogaten; dadelkärnor, sågspån och träbitar har hittats i dem.[1]

### Maj
- 1 maj – Det första flyghaveriet med dödlig utgång i Sverige inträffar på Malmslätt, med löjtnant Carl Silow som dödsoffer.
- 2 maj – Centralmakterna (Tyskland och Österrike-Ungern) bryter rysk offensiv mot ungerska slättlandet.
- 3 maj – Svenska pansarbåten HMS Sverige, som har byggts för pengarna från pansarbåtsinsamlingarna, sjösätts[4] vid Götaverken i Göteborg av kung Gustaf V av Sverige.[3]

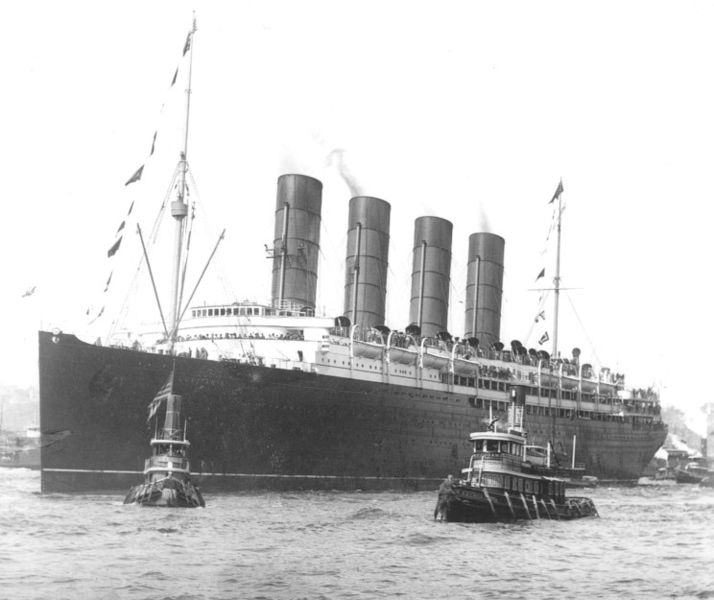
RMS Lusitania.

- 7 maj – Den brittiska passagerarångaren RMS Lusitania sänks av tysk ubåt [1] utanför Irlands kust, varvid 1 198 passagerare omkommer, däribland 128 amerikanska medborgare. Händelsen påverkar opinionen i USA i tyskfientlig riktning.
- 16 maj – Tyska zeppelinare anfaller London för första gången [1].
- 12 maj – En svensk "kvacksalverilag" gör all yrkesmässig läkarverksamhet av lekmän straffbar i Sverige.[2]
- 22 maj
  - 227 personer omkommer då ett två persontåg och ett trupptåg kolliderar i Gretna, Skottland, Storbritannien.[5]
  - Frank Hellers roman Storhertigens finanser utkommer.[2]
- 23 maj – Italien förklarar krig mot Österrike-Ungern.[6]

### Juni
- Juni – Italien anfaller Österrike vid Isonzo.
- 5 juni – Danmarks folketing antar en ny konstitution som avskaffar alla politiska privilegier och ger män och kvinnor lika rösträtt.[4]
- 10 juni – Storbritannien erövrar Tyska Kamerun.[4]
- 30 juni – Osmanska riket deporterar eller mördar armenier.[1]

### Juli
- 2 juli – Det tyska minfartyget SMS Albatross förliser efter strid på Östersjön. De överlevande räddar sig iland på Gotland och interneras.
- 15 juli – Den anonyma "aktivistboken" Sveriges utrikespolitik i världskrigets belysning fordrar "modig uppslutning" på tysk sida och vållar upprörd debatt. Det visar sig att två av författarna är socialdemokrater, och de utesluts ur partiet [2] då Otto Järte och Yngve Larsson blir uteslutna den 27 oktober.
- 24 juli – 812 personer omkommer då utflyktsbåten "SS Eastland", som trafikerar Stora sjöarna, kantrar på Chicagofloden.[5]
- 28 juli – USA skickar soldater till Haiti för att "upprätthålla ordning" under politisk instabilitet.[7]

### Augusti

Assyrisk-syrianska folkmordet.

- 5 augusti – Tyska soldater erövrar Warszawa, tre veckor senare även Brest-Litovsk.[1]
- 7 augusti
  - Slaget vid Gallipoli – Allierade styrkor försöker landstiga vid Suvla Bay.
  - Assyrisk-syrianska folkmordet (Seyfo).
- 12 augusti – Genom svenska Röda korset utväxlas krigsinvalider på svensk mark[2] mellan Tyskland och Ryssland.

### September

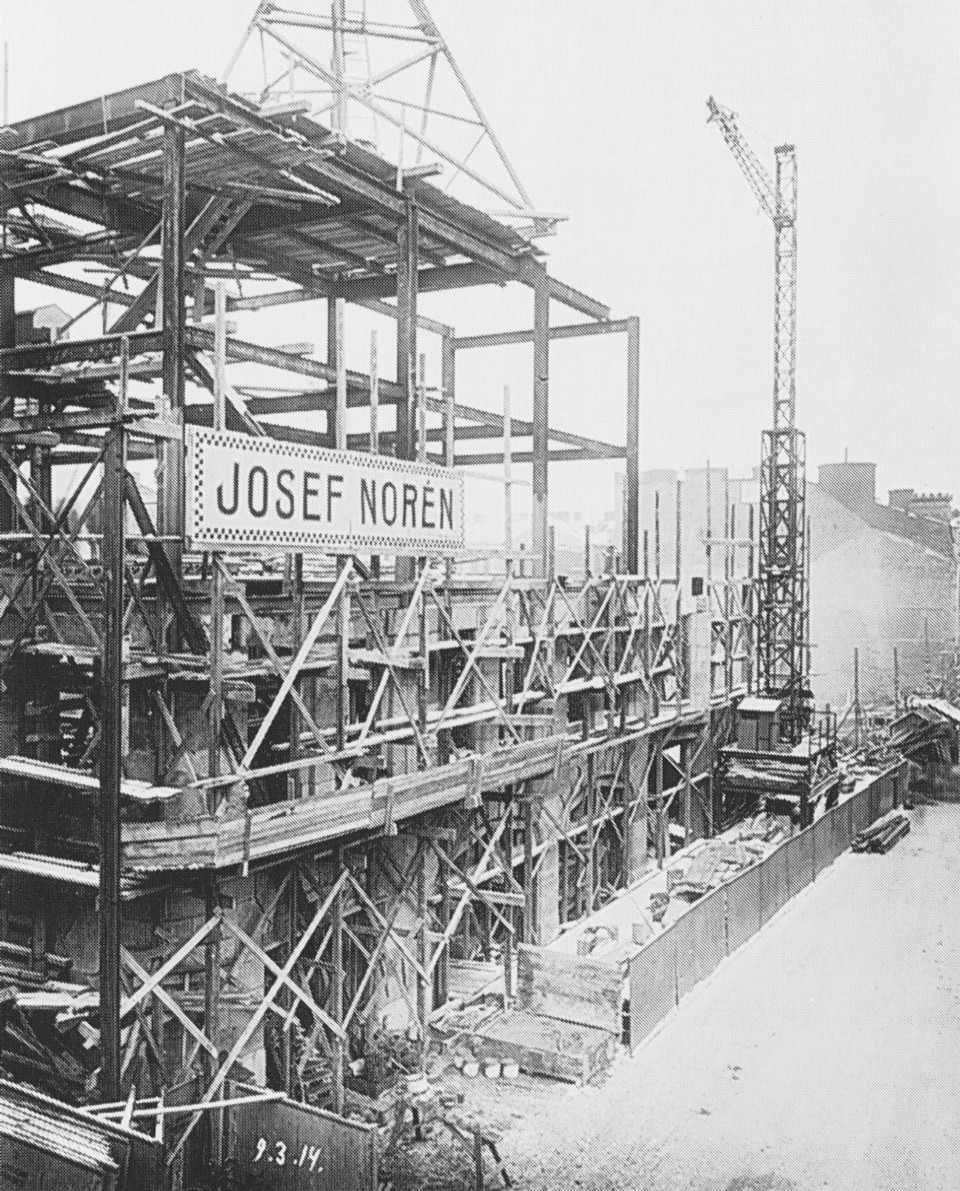
Nordiska Kompaniet

- 19 september – Vilnius invaderas av tyska trupper.
- 22 september – Nordiska Kompaniets (NK) nya varuhus på Hamngatan i Stockholm invigs, vilket är av internationell typ.[2] Varuhuset har 1 500 anställda, och arkitekten är Ferdinand Boberg.[3] Där byggs sedermera Sveriges första rulltrappa.
- 23 september – Lastfartyget S/S Norrbotten försvinner öster om Cape Race i Kanada med 42 besättningsmedlemmar.

### Oktober
- 4 oktober – Vid Karl Staaffs död efterträds han som partiledare för Liberala samlingspartiet av Nils Edén.
- 10 oktober – Karl Staaff begravs i Engelbrektskyrkan i Stockholm.
- 14 oktober
  - Bulgarien förklarar krig mot Serbien.[6]
  - Kraftverket i Älvkarleby invigs.
- Oktober
- 29 oktober – AB Stockholms Spårvägar grundas. 
  - Förhandlingar mellan Sverige och Storbritannien bryter samman, vilket sedermera leder till livsmedelsbrist under kriget.
  - Tyskland och Österrike-Ungern med understöd av Bulgarien, som därmed inträtt i första världskriget, erövrar Serbien, Montenegro och Albanien. Den fransk-brittiska styrka som landsatts vid Saloniki i Grekland kan inte förhindra detta.

### November
- 15 november – Militärfarsfilmen I kronans kläder har biopremiär i Sverige.[2] Filmen regisserades av Georg af Klercker, med Dagmar Ebbesen i huvudrollen.[3]
- 21 november – Sverige inför exportförbud på socker. Redan tidigare i november har man infört exportförbud på smör och fläsk, samt prisstopp på spannmål.[3]
- 25 november – Albert Einstein presenterar den allmänna relativitetsteorin vid den preussiska vetenskapsakademien.

### December
- 4 december – Svenska Amerika Liniens första fartyg anländer till Göteborg.
- 11 december – Broströmskoncernens första Amerikaångare, S/S Stockholm, lämnar Göteborg på sin första färd västerut, mot New York.[4] Därmed inleds koncernens långa era av Amerikaresor.
- 12 december – Jussi Björling gör sitt första framträdande någonsin. Detta skedde i Trefaldighetskyrkan i Örebro.
- 17 december
  - 13 900 postförsändelser till och från Storbritannien har lagrats i Göteborg som sanktion för brittisk post- och telegramcensur mot Sverige.[2]
  - Kunglig Majestät utfärdar bestämmelser om tentamina och examina vid Kungliga Tekniska högskolan och examensbenämningarna civilingenjör, bergsingenjör och arkitekt blir därmed skyddade.
- 28 december – Slaget vid Gallipoli – De allierade styrkorna börjar evakueras från halvön.

### Okänt datum
- Kvinnornas fredssöndag, en manifestation mot krig, som samlar 88 000 kvinnor på 343 orter runtom i Sverige, genomförs.
- Vid bildandet av den internationella socialistiska Zimmerwaldrörelsen (i protest mot kriget) deltar företrädare för de svenska socialdemokraternas ungdomsförbund och partiopposition.
- Stockholms telegrambyrå grundas.
- Det konservativa Sveriges Nationella Ungdomsförbund bildas.
- Biografen Röda Kvarn i Stockholm invigs.[2]
- AB Svenska Tobaksmonopolet får ensamrätt till svensk tillverkning av tobak.
- Sverige får en ny skilsmässolag, som gör det mycket lättare att skiljas. Bland annat är nu osämja tillräcklig orsak.
- Den svenska ubåten Hvalen beskjuts söder om Skåne av en tysk beväpnad fiskebåt. En svensk besättningsman skadas svårt och avlider senare på Ystads lasarett.
- Alfred Wegener framlägger teorin om Pangaea.
- Ungturkarna i Osmanska riket låter genomföra ett folkmord på bland annat armenier (se armeniska folkmordet).
- I Sverige blir Alfred Dalin undervisningsråd i Stockholm.
- I Danmark byter De Samvirkende danske Tjenestepigeforeninger, som arbetar för att förbättra tjänsteflickornas arbetsförhållanden, namn till Husassistenternes Fagforbund.[8]
- Lammsteken i Sverige stiger på några dagar från 1:30 SEK per kilo till 1:80 kilo.[2]
- kaffeersättning i Sverige upptäcks innehålla lupinfrö och sågspån.[2]
- Tyska krigsfartyg jagas in på svenskt vatten av fyra ryska kryssare.[2]
- Kraftverket i Älvkarleby invigs.[2]
- Sverige ger båda makarna rätt att upplösa äktenskap.[9]
- Flyktingströmmar till Sverige från framför allt Baltikum och Ryssland. Samtidigt förekommer livlig trafik där krigsinvalider transporteras, med svenska sjuksköterskan Elsa Brändström.[10]

## Födda

### Första kvartalet

#### Januari
- 4 januari – Robert Motherwell, amerikansk konstnär. (död 1991)
- 6 januari – Alan Watts, brittisk filosof, författare och talare. (död 1973)
- 7 januari – Ka Nerell, svensk skådespelare. (död 1998)
- 9 januari
  - Fernando Lamas, argentinsk skådespelare. (död 1982)
  - Olga Marie Mikalsen, norsk sångerska. (död 2006)
- 13 januari – John Johnson, svensk konstnär. (död 1968)
- 14 januari – Irma Christenson, svensk skådespelare. (död 1993)
- 29 januari – Victor Mature, amerikansk skådespelare. (död 1999)
- 30 januari
  - Joachim Peiper, tysk SS-officer, dömd krigsförbrytare. (död 1976)
  - John Profumo, brittisk konservativ politiker. (död 2006)
- 31 januari
  - Thomas Merton, amerikansk trappistmunk och författare. (död 1968)
  - Willy Peters, svensk skådespelare och regissör. (död 1976)

#### Februari
- 1 februari – Stanley Matthews, engelsk fotbollsspelare. (död 2000)
- 2 februari – Abba Eban, israelisk politiker. (död 2002)
- 3 februari – Henki Kolstad, norsk skådespelare och regissör. (död 2008)
- 4 februari – Norman Wisdom, brittisk skådespelare. (död 2010)
- 7 februari – Eddie Bracken, amerikansk skådespelare. (död 2002)
- 9 februari
  - Boris Andrejev, sovjetisk skådespelare. (död 1982)
  - Brita Schlyter, svensk pionjär inom förskolan. (död 2007)
- 12 februari
  - Rune B. Johansson, svensk politiker, inrikesminister 1957–1969, industriminister 1971–1976. (död 1982)
  - Lorne Greene, amerikansk skådespelare. (död 1987)
- 13 februari – Aung San, burmesisk politiker. (död 1947)
- 20 februari – Thomas J. McIntyre, amerikansk demokratisk politiker, senator 1962–1979. (död 1992)
- 21 februari – Ann Sheridan, amerikansk skådespelare. (död 1967)
- 22 februari – Erik Müller, svensk författare, manusförfattare och filmkritiker. (död 2003)
- 23 februari – Paul Tibbets, amerikansk militär, flög planet som fällde atombomben över Hiroshima. (död 2007)
- 25 februari – Stig Synnergren, svensk militär, Sveriges överbefälhavare 1970–1978. (död 2004)
- 28 februari – Zero Mostel, amerikansk skådespelare. (död 1977)

#### Mars
- 5 mars – Laurent Schwartz, fransk matematiker. (död 2002)
- 6 mars – Elisabet Sjövall, svensk läkare och socialdemokratisk politiker. (död 1981)
- 15 mars – Kunihiko Kodaira, japansk matematiker. (död 1997)
- 18 mars – John M. Slack, amerikansk demokratisk politiker, kongressledamot 1959–1980. (död 1980)
- 22 mars – Georgij Zjzjonov, sovjetisk skådespelare. (död 2005)
- 28 mars – Jay Livingston, amerikansk filmmusikkompositör. (död 2001)
- 31 mars – Yokoi Shoichi, japansk värnpliktig soldat som gömde sig 27 år på Guam. (död 1997)

### Andra kvartalet

#### April
- 4 april – Lars Ahlin, svensk författare[2].
- 7 april – Billie Holiday, amerikansk jazzsångerska.
- 10 april – Julius Jacobsen, dansk-svensk kompositör, musikarrangör och musiker (pianist).
- 12 april – Hound Dog Taylor, amerikansk bluesgitarrist och sångare.
- 17 april – Joe Foss, amerikanskt flygaräss och republikansk politiker.
- 21 april – Anthony Quinn, mexikansk-amerikansk skådespelare.

#### Maj
- 1 maj – Hanns-Martin Schleyer, tysk jurist, industriledare, ordförande för arbetsgivarföreningen.
- 5 maj – Alice Faye, amerikansk skådespelare.
- 6 maj – Orson Welles, amerikansk regissör.
- 10 maj – Denis Thatcher, brittisk affärsman.
- 12 maj – Roger Schutz, broder Roger, grundare av kommuniteten i Taizé.
- 14 maj – Henry Rinnan, norsk Gestapo-agent.
- 20 maj – Moshe Dayan, israelisk militär och politiker.
- 25 maj – Jokkmokks-Jokke, eg. Bengt Djupbäck, svensk trubadur.
- 26 maj – Sam Edwards, amerikansk skådespelare.
- 27 maj – Herman Wouk, amerikansk författare.
- 31 maj
  - Björn Forsell, svensk skådespelare och operasångare.
  - Ragnar Thorngren, svensk travkusk och travtränare.

#### Juni
- 4 juni – Nils Kihlberg, svensk skådespelare, sångare och teaterregissör.
- 5 juni – Miroslav Filipović, kroatisk Ustaša-medlem och dömd krigsförbrytare.
- 6 juni – Miriam Davenport, amerikansk målare och skulptör som spelade en viktig roll för att hjälpa europeiska judar och intellektuella att fly från förintelsen under andra världskriget.
- 9 juni – Les Paul, amerikansk popgitarrist, låtskrivare och uppfinnare.
- 15 juni – Hans Osvald Larsson, svensk konstnär.
- 19 juni – Ester Estéry, svensk sångerska.
- 21 juni – Wilhelm Gliese, tysk astronom, skapare av Gliese-Jahreiss-katalogen.
- 24 juni – Fred Hoyle, brittisk astronom och science fiction-författare.
- 26 juni – Walter Farley, amerikansk författare.
- 29 juni – Lars Kåge, svensk skådespelare och sångare.

### Tredje kvartalet

#### Juli
- 1 juli – William L. Scott, amerikansk republikansk politiker, senator 1973–1979.
- 3 juli – Inga Thorsson, svensk diplomat och politiker.
- 6 juli – Judith Holmgren, svensk skådespelerska.
- 7 juli – Yul Brynner, rysk-amerikansk skådespelare.
- 13 juli – Birgit Tengroth, svensk skådespelerska och författare.
- 30 juli – Francisco Urcuyo, nicaraguansk politiker.

#### Augusti
- 2 augusti
  - Gary Merrill, amerikansk skådespelare.
  - William Gear, skotsk målare.
- 6 augusti – Gurdial Singh Dhillon, indisk politiker, talman i Lok Sabha.
- 10 augusti – Vincent Jonasson, svensk sångare, kompositör, textförfattare och skådespelare.
- 12 augusti – Sickan Carlsson, svensk skådespelare och sångerska.
- 13 augusti – Harry Angelman, brittisk läkare.
- 15 augusti – Signe Hasso, svensk skådespelerska, författare och kompositör.
- 17 augusti – Augustin Mannerheim, svensk poet och civiljägmästare.
- 18 augusti – Joseph Ankrah, president i Ghana 1966-1969.
- 20 augusti – Ghulam Ishaq Khan, president i Pakistan 1988-1993.
- 27 augusti – Nils Ekman, svensk skådespelare.
- 29 augusti – Ingrid Bergman, svensk skådespelare[2].
- 30 augusti – Prinsessan Lilian, född Lilian May, hertiginna av Halland.

#### September
- 6 september – Franz Josef Strauss, tysk politiker.
- 15 september – Robert Gottschall, amerikansk skådespelare.
- 10 september – Hasse Ekman, svensk filmregissör, manusförfattare och skådespelare [2].
- 20 september – Josef Oberhauser, tysk SS-officer, dömd krigsförbrytare.
- 22 september – Arthur Lowe, brittisk skådespelare.
- 24 september – Joseph Montoya, amerikansk demokratisk politiker, senator 1964–1977.
- 28 september – Ethel Rosenberg, amerikansk misstänkt spion.
- 29 september – Anne Nagel, amerikansk skådespelare.

### Fjärde kvartalet

#### Oktober
- 6 oktober
  - Ralph Tyler Smith, amerikansk republikansk politiker, senator 1969–1970.
  - Alice Timander, svensk tandläkare, premiärlejon och skådespelare.
- 13 oktober – Cornel Wilde, amerikansk skådespelare.
- 15 oktober
  - Erik Frank, svensk kompositör och musiker.
  - Yitzhak Shamir, israelisk premiärminister.
- 17 oktober – Arthur Miller, amerikansk dramatiker.
- 18 oktober
  - Grande Otelo, brasiliansk skådespelare.
  - Victor Sen Yung, amerikansk skådespelare, spelade Hop Sing, kocken i Bröderna Cartwright.

#### November
- 2 november
  - Sverre Bergh, norsk dirigent, musiker och kompositör.
  - Sidney Luft, amerikansk film- och tvproducent.
- 11 november – William Proxmire, amerikansk demokratisk politiker, senator 1957–1989.
- 20 november – Hu Yaobang, kinesisk kommunistisk politiker.
- 23 november – Julio César Méndez Montenegro, guatemalansk politiker, president 1966–1970.
- 25 november – Augusto Pinochet, chilensk president och diktator 1973–1990, skyldig till brott mot de mänskliga rättigheterna.

#### December
- 7 december – Eli Wallach, amerikansk skådespelare.
- 11 december – Ann Mari Uddenberg, svensk skådespelare.
- 12 december – Frank Sinatra, amerikansk sångare och skådespelare.
- 13 december
  - Curd Jürgens, tysk skådespelare.
  - Peter Lindgren, svensk skådespelare.
- 14 december – Åke Senning, svensk kirurg.
- 16 december – Gunnar Unger, svensk tidningsman.
- 19 december
  - Edith Piaf, fransk sångerska och artist.
  - Åke Wästersjö, svensk skådespelare.
- 26 december – Rolf Botvid, svensk skådespelare och manusförfattare.
- 27 december – Mary Kornman, amerikansk barnskådespelare.
- 30 december – Sverker Åström, svensk diplomat, ambassadör och författare.

## Avlidna

### Första kvartalet

#### Januari
- 13 januari – Mary Slessor, 66, brittisk missionär.

#### Februari
- 18 februari – Frank James, 72, amerikansk brottsling.
- 19 februari – Gopal Krishna Gokhale, 48, indisk politiker.

#### Mars
- 5 mars – Thomas R. Bard, 73, amerikansk republikansk politiker, senator 1900–1905.

### Andra kvartalet

#### April
- 15 april – Urban A. Woodbury, 76, amerikansk republikansk politiker, guvernör i Vermont 1894–1896.
- 27 april – Aleksandr Skrjabin, 43, rysk tonsättare och pianist.

#### Maj
- 9 maj – Anthony Wilding, 31, nyzeeländsk tennisspelare.
- 10 maj – Karl Lamprecht, 59, tysk historiker.
- 19 maj – Amos W. Barber, 54, amerikansk republikansk politiker och kirurg.
- 21 maj – Alfred Buri, 46, schweizisk konstnär.

#### Juni
- 2 juni – Olof Arborelius, 72, svensk genre- och landskapsmålare, professor vid Konstakademien 1902–1909.
- 12 juni – Edvard Glæsel, 57, dansk trädgårdsarkitekt.
- 15 juni – Eugène Jansson, 53, svensk konstnär [2].
- 20 juni – Emil Rathenau, 76, tysk ingenjör och industriman, grundare av AEG.

### Tredje kvartalet

#### Juli
- 2 juli – Porfirio Díaz, 84, mexikansk militär och politiker, Mexikos envåldshärskare 1876–1911 (med fyra års uppehåll).
- 6 juli – Carl Mannerheim, 50, finländsk greve och industriman.

#### Augusti
- 20 augusti – Paul Ehrlich, 61, tysk medicine professor och Nobelpristagare i medicin 1908.

#### September
- 15 september – Alfred Agache, 72, fransk konstnär.
- 26 september – Keir Hardie, 59, brittisk politiker, den första partiledaren för Labour.

### Fjärde kvartalet

#### Oktober
- 4 oktober – Karl Staaff, 55, svensk politiker och advokat, partiledare för Liberala samlingspartiet sedan 1907, Sveriges statsminister 1905–1906 och 1911–1914 (död i Stockholm [4]).

#### November
- 19 november – Joe Hill, (eg. Joel Hägglund), 36, svenskfödd diktare, sångare, agitator och fackföreningsman (avrättad i Salt Lake City, anklagad för mord [4]).

#### December
- 13 december – Francis Cockrell, 81, amerikansk general och politiker, senator 1875–1905.

## Nobelpris[11]
- Fysik
  - Sir William Bragg, Storbritannien
  - Sir Lawrence Bragg, Storbritannien
- Kemi – Richard Willstätter, Tyskland
- Medicin Inget pris utdelades
- Litteratur – Romain Rolland, Frankrike
- Fred - Inget pris utdelades

### Fotnoter
1. 1 2 3 4 5 6 7 8 9 10 11 12 13  100 år med Aftonbladet – 1915, 1999
2. 1 2 3 4 5 6 7 8 9 10 11 12 13 14 15 16 17 18 19 20  Hundra år i Sverige – 1915, Hans Dahlberg, Albert Bonniers, 1999
3. 1 2 3 4 5 6  Sverige 1900-talet – 1915, NE, Bra Böcker, 2000
4. 1 2 3 4 5 6 7 8 9 10  20:e århundrades När Var Hur – 1915, Bernt Himmelstedt, Forum, 1999
5. 1 2 3  Faktakalendern 1996, Semic, 1995
6. 1 2  Faktakalendern 2000 – 1915 (Utlandet) , Semic, 1999
7. ↑  ”USA:s militära insatser i utlandet”. Arkiverad från originalet den 12 oktober 2011. https://www.webcitation.org/62NCLaa95?url=http://www.history.navy.mil/library/online/forces.htm.
8. ↑  ”FOA - 1915”. http://www.foa.dk/Forbund/Om-FOA/FOAs-historie/1910erne/De%20samvirkende%20Danske%20Tjenestepigeforenyt%20navn.
9. ↑  Sverige 1900-talet – Gift, sambo, partner, särbo eller frånskild?, NE, Bra Böcker, 2000
10. ↑  75 år Sverige, Carl-Adam Nycop, Bokförlaget Bra böcker, 1976, sidan 51 - Flyktingar och invalider
11. ↑  ”Nobelpriset”. https://www.nobelprize.org/prizes/lists/all-nobel-prizes/. Läst 10 april 2011.